# センターピボット

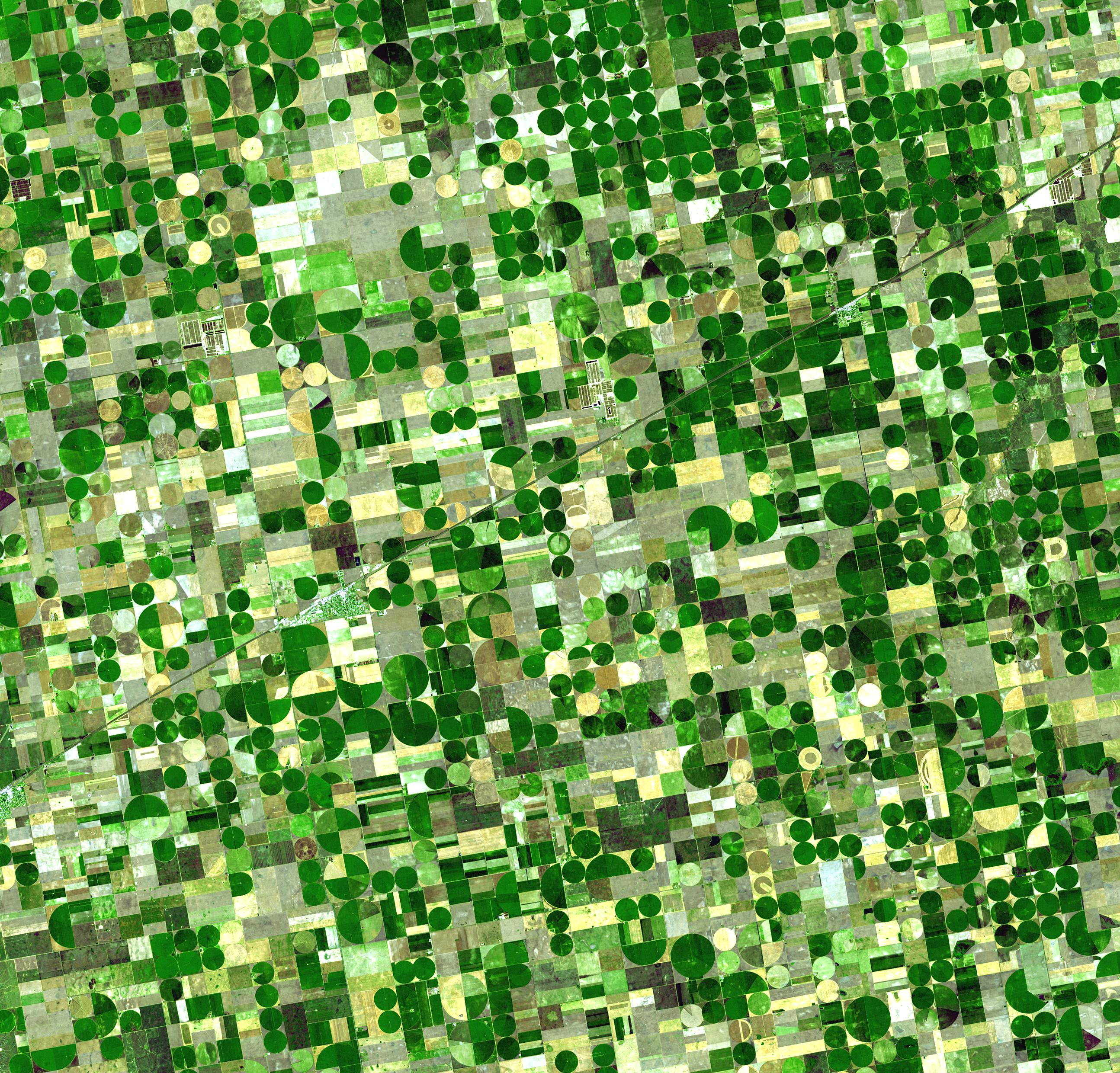
センターピボットによる耕作地の衛星写真、カンザス州

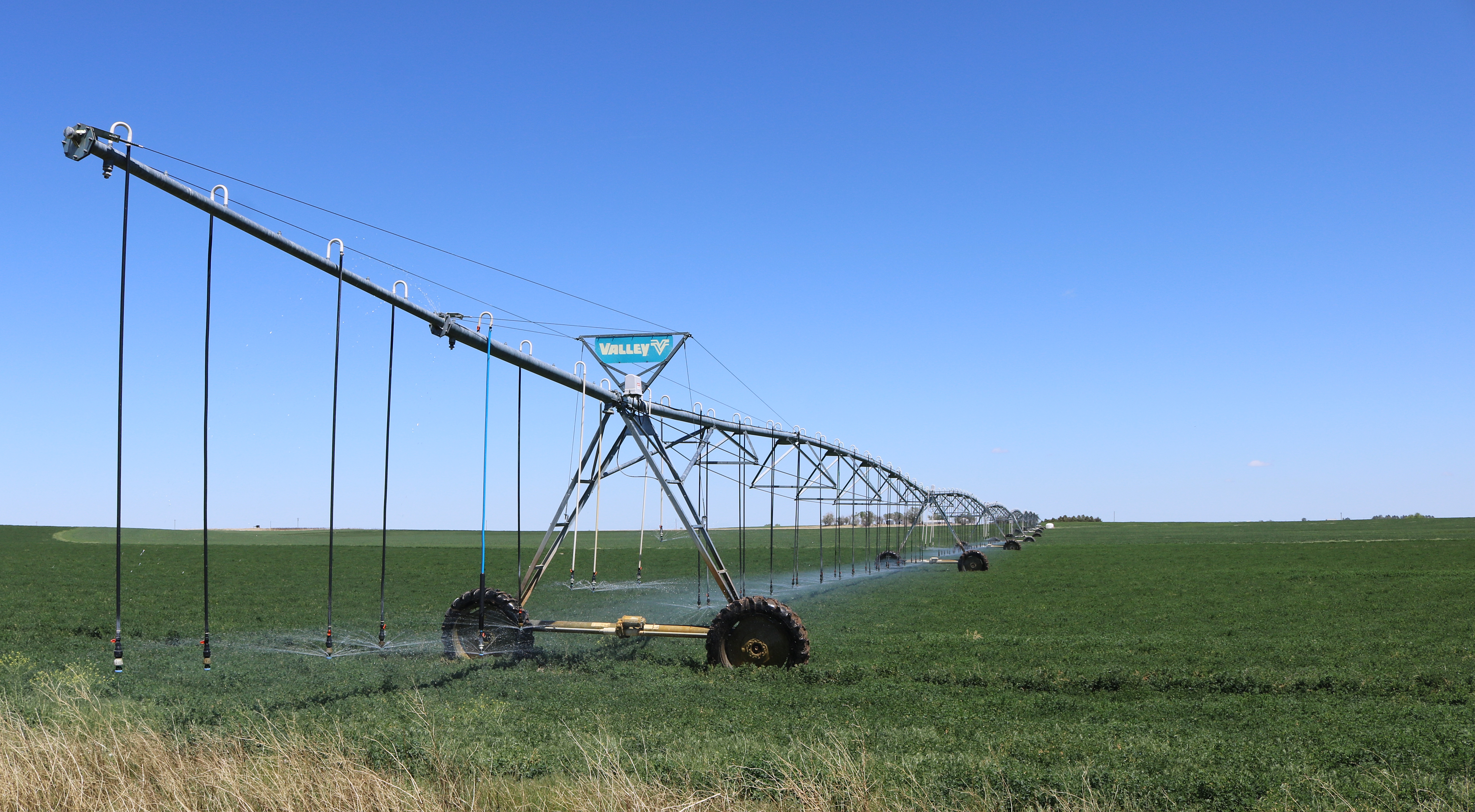
アメリカのコロラド州におけるセンターピボット。ドロップ型のスプリンクラーが確認できる。

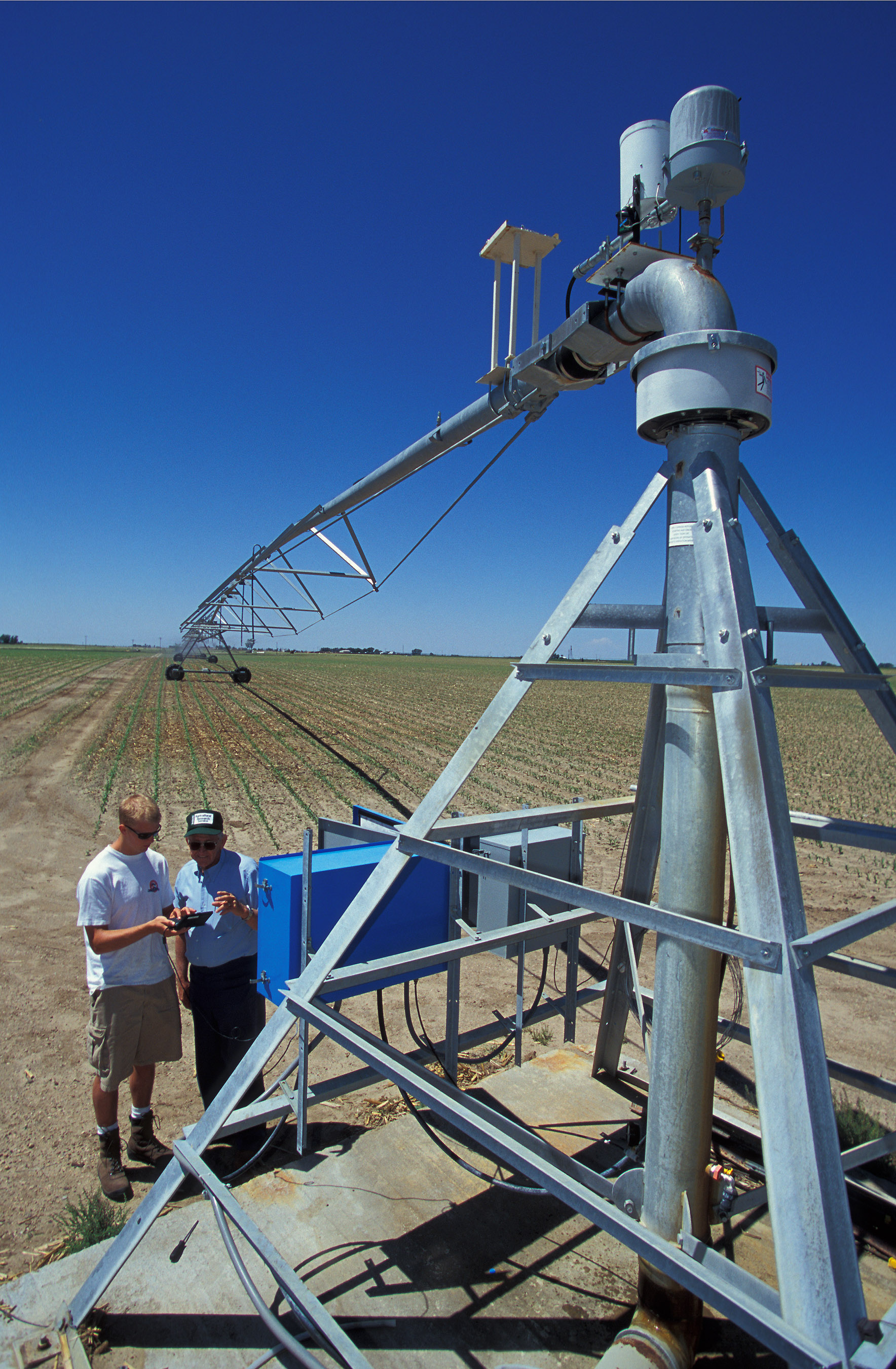
ハブと制御盤。ここを中心にスプリンクラーが回転する。

センターピボット（英語: center pivot irrigation）は、乾燥地域で大規模に作物を栽培するために、くみ上げた地下水に肥料を添加した後、自走式の散水管に圧送して水をまく灌漑法のことである。
比較的低コストで、効率良く灌漑できることが特徴で、2018年現在、同農法はアメリカ合衆国のグレートプレーンズや、エジプトなどを中心に行われている。

## 概要
同農法は、平均半径400メートル、最大1キロメートルの円形農場にスプリンクラーを1日あたり1回から12回程度周回させることで行われる。このときに移動速度の速い周辺部の散水量を多くして、散水の不均一を防いでいる。かつては水をただ単に噴き上げるだけの方式が主流であったが、最近のセンターピボットシステムはパイプから下に枝分かれさせたドロップ型のスプリンクラーの使用やGPS装置によって事前に入力した地質、地形に合わせて散水量を調整するなどの機能を備えることで、無駄な水消費を防ぐような構造となっている。なお、もともとセンターピボットは水力駆動だったが、今では電動機を使ったシステム (電力駆動) が主流となっている。

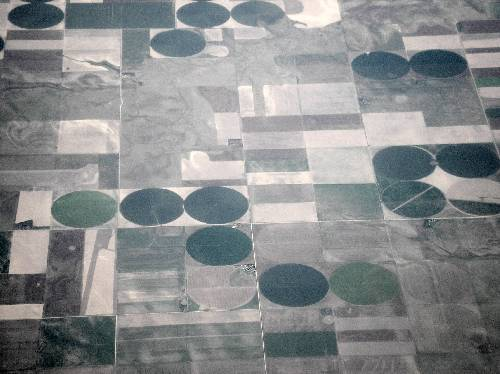
アメリカ合衆国の農地の一例 円形農場に見受けられる規則性はセンターピボットの特徴の一つである
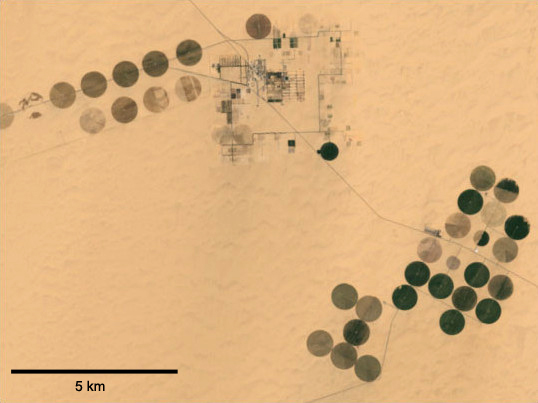
サハラ砂漠での例
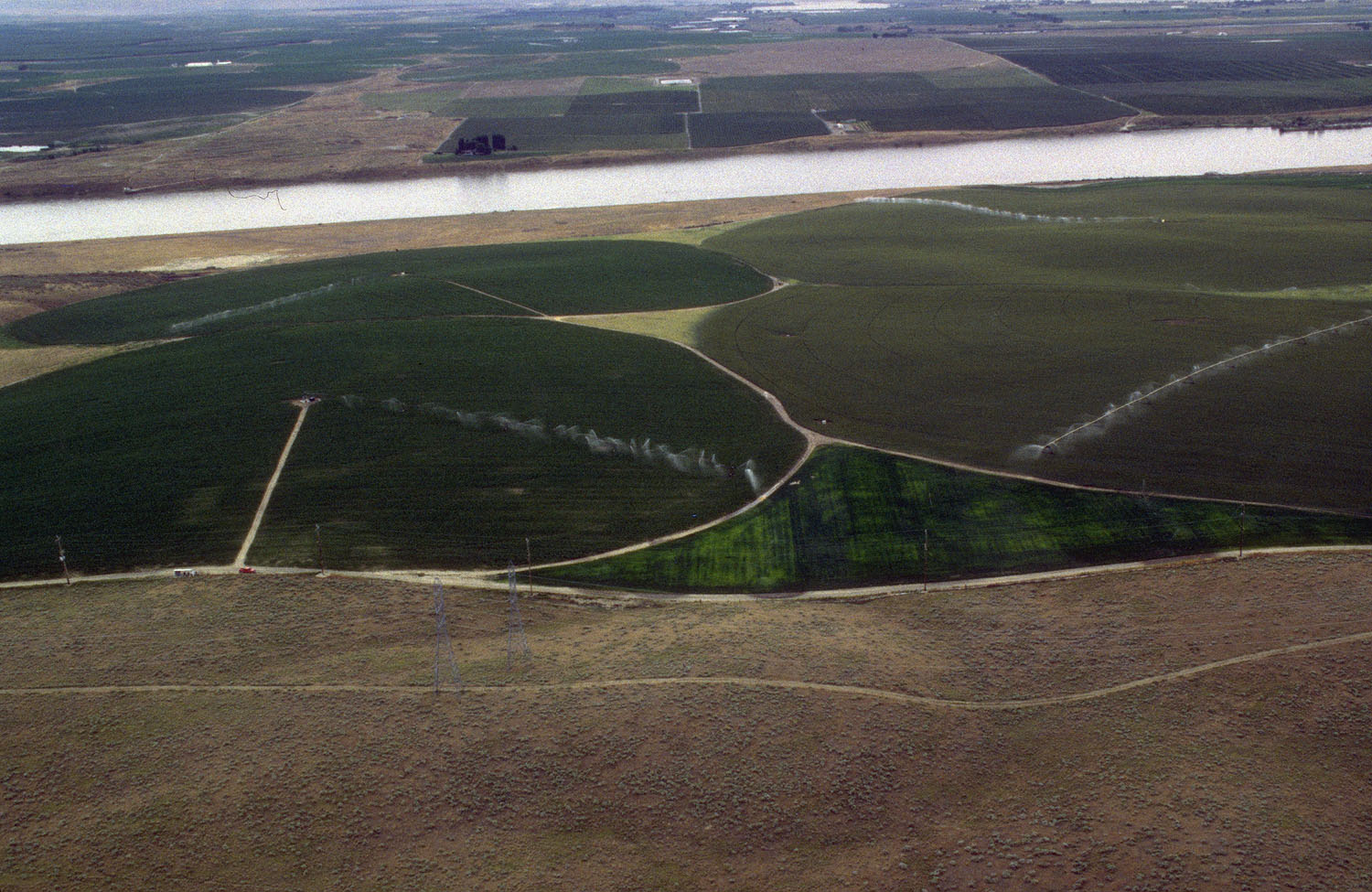
アイダホ州のジャガイモ畑の例

## 歴史
センターピボット灌漑は、1940年にコロラド州ストラスバーグの農家フランク・ザイバッハによって発明されたものである。
創業後2年間は19台しか売れなかった同装置であったが、彼が整備を効率化するための改良に注力した結果、事業は成功。センターピボット方式は彼の設立した会社と共に世界に広がった。

## 問題点
乾燥地帯の地下水は何十万年もかけて貯まったもので容易に再生するものでは無いにもかかわらず、アメリカのオガララ帯水層 (Ogallala Aquifer) をはじめとした地域では灌漑を目的として多量の地下水がくみ出されている。深刻な地域では年間1.5メートルずつ水位が下がり続けており、同地域の地下水位が元の状態に戻るまでには数百年から数千年かかるとされている。
この問題の他にも、行き過ぎた灌漑による土壌流出や、散布した地下水の蒸発による塩害、添加された化学肥料による地下水（飲料水）の汚染など、同方式による灌漑は多量の問題を抱えているのが現状であり、近年ではこれらの問題によるコスト増を背景とした耕作放棄も増加している。